# 万谷章
万谷 章（まんたに あきら、1943年11月19日 - ）は岡山支部所属の元競艇選手である。
登録番号は1710、登録期は13期。身長156cm、血液型はO型。

## 略歴
- 1943年（昭和18年）11月19日岡山県に生まれる[1]。
- 1963年4月13日、13期生として競艇選手デビュー。
- 1992年10月に平和島競艇場で行われた全日本選手権競走にてSG初優出。5号艇で3コース進入、結果は5着。このときの優勝は史上最年少SG優勝を果たした服部幸男。
- 2006年4月、G1第7回競艇名人戦競走（尼崎競艇場）でGI初優勝。62歳5ヶ月での優勝となり、G1最年長優勝記録を更新した[2]。
- 2007年3月、昨年の名人戦優勝により総理大臣杯競走に出場し、63歳4か月のSG最年長出場記録者となった（従来の記録は加藤峻二の62歳5か月）。周囲の「ゴンロク（5着、6着）を並べるのでは」との不安をよそに3着3本と健闘した。なおこの年の名人戦は連覇がかかっていたが、フライング休みにより斡旋されなかった。
- 2009年5月22日、通算2700勝達成（現役勝利数2位、歴代10人目）。
- 2010年11月14日、若松競艇場での「ビッグベアーズカップ」で66歳11ヶ月で優出。当時の最年長優出記録を更新。
- 2012年12月11日、福岡競艇場での「日本財団会長杯争奪戦」で69歳1ヶ月で優出。自身の持つ最年長優出記録[注釈 1]を再更新した。結果は5着。
- 2013年12月、70歳で現役を引退。通算2857勝、優勝回数は99回であった[3][4]。

## 人物、エピソード
- 岡山支部には「イーグル会」をはじめ有力プロペラグループが多いが、万谷はずっと1人でプロペラをやっている。しかし一匹狼と言うわけではなく、名人戦優勝の際、岡山支部の選手を筆頭に数多くの選手が水神祭に参加した。万谷は泳げず、しかも4月とは言え冷え込んでいたので当初、水神祭は行う予定がなかったが、長嶺豊が音頭をとり水神祭は行われた[5]。
- 宮島で行われたモーターボート大賞の優勝戦でフライングをした時、その後1年ほど控え室に返還額が貼られて非常に気まずい思いをした。
- 当時艇王と呼ばれた彦坂郁雄の最後に出走したレースで1着を獲ったのは万谷だった。彦坂はそのまま整備違反で引退。
- 総理大臣杯競走時、ヘルメットには孫2人からの直筆のメッセージが書かれていた。